# Tullgrenella gertschi
Tullgrenella gertschi là một loài nhện trong họ Salticidae.
Loài này thuộc chi Tullgrenella. Tullgrenella gertschi được María Elena Galiano miêu tả năm 1981.